# Pentacloreto de nióbio

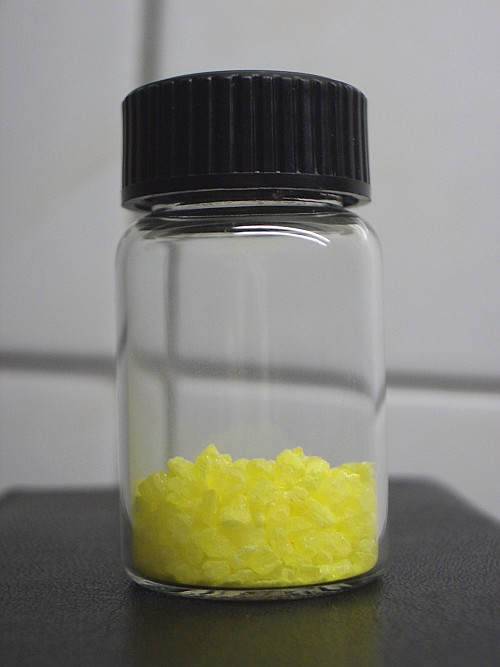

O Pentacloreto de nióbio é um sólido cristalino amarelo. Ele hidrolisa em contato com o ar, e pequenos fragmentos são contaminadas com pequenas quantidades de oxicloreto de nióbio (NbOCl3). Ele é utilizado somente como um precursor para outros compostos químicos de nióbio. O NbCl5 pode ser purificado pelo processo de sublimação. Em um trabalho publicado em 2006, Maurício Gomes Constantino, professor da USP, descobriu que o pentacloreto de nióbio é um catalisador eficaz na acilação de Fidel-CraftsAcilação.